# 751

## Esdeveniments
- Regne Franc: El majordom de palau Pipí deposa el rei Khilderic III i, amb ell, s'acaba la dinastia merovíngia.
- març – Soissons (Regne Franc): Pipí I el Breu assumeix el títol de rei, amb la benedicció del papa Zacaries I, de qui esdevindrà protector, iniciant la dinastia carolíngia.
- Ravenna (Itàlia): Els longobards del rei Aistulf entren a la ciutat, acaben amb l'exarcat i posen fi a la presència romana d'Orient a la península Itàlica.
- Spoleto (Itàlia): El rei dels longobards Aistulf s'autoproclama duc de Spoleto.
- Taraz (Transoxiana): Una força d'àrabs i kirguisos derrota els xinesos de la dinastia Tang en la batalla del Talas, a la vora del riu Talas, i para l'expansió xinesa cap a l'oest.
- Nan Chao (Àsia central): Els xinesos de la dinastia Tang hi envien un exèrcit que és anihilat a Xiaguan.
- Antioquia (Síria): Teodor I és nomenat patriarca de la ciutat.

## Naixements
- 28 de juny, Regne Franc: Carloman I, rei dels francs, conjuntament amb el seu germà Carlemany
- Comtat de Magalona, Septimània: Benet d'Aniana, monjo benedictí, abat reformador de l'orde

## Necrològiques
- Oman: Al-Julanda ibn Massud ibn Jàfar ibn al-Julanda, primer imam ibadita del país. En la lluita de revolta contra el califa.